# 韓流プレミア
韓流プレミア（かんりゅうプレミア）は日本の民放テレビ局テレビ東京が2012年4月2日より放送開始した関東地方のみのローカル放送枠。韓国のテレビドラマを二か国語放送にて放送している。
第1作目はMBCの歴史劇『善徳女王』であるが、現代劇・時代劇を問わず放送されてきた。第16作目の『王女の男』の放送開始日である2014年6月27日より、番組表上での放送枠名をドラマブレイクと改めたが、放送作品の番組紹介ページ中では旧放送枠名の韓流プレミアを記載し続けており、第40作目の『ドクターズ〜恋する気持ち〜』の放送開始日である2017年9月22日より、番組表上での放送枠名を再び韓流プレミアに改名したが、テレビ東京のジャンル表ではドラマブレイクを記載し続けている。

## 放送時間
放送開始時は午前8時25分から9時21分までの56分間であったが、2014年10月2日に放送時間が10分繰り上がって午前8時15分からとなった（終了時間は同じ）。翌2015年4月1日には、終了時刻を10分繰り上げて午前9時11分とし、放送時間が放送開始時の56分に戻った。
| 期間       | 期間       | 放送時間（日本時間）       |
| ---------- | ---------- | -------------------------- |
| 2012.04.01 | 2014.10.01 | 平日 08:25 - 09:21（56分） |
| 2014.10.02 | 2015.03.31 | 平日 08:15 - 09:21（66分） |
| 2015.04.01 | 放送中     | 平日 08:15 - 09:11（56分） |